# Чедомир Лазаревић
Чедомир Лазаревић (Београд, 5. октобар 1926 — Шимановци, код Пећинаца, 20. октобар 1962) био је југословенски и српски фудбалер и фудбалски тренер, који је читаву каријеру провео у београдском Партизану.

## Биографија и каријера
Рођен је 1926. године, а фудбал је почео да тренира у Ускоку за време Другог светског рата. Након ослобођења Југославије, са другом и фудбалером Миодрагом Јовановићем приступио је тек основаном Металцу, односно Београдском спортском клубу.
Након што је одслужио војни рок, половином 1947. године прешао је у Партизан, где је прво тренирао као јуниор. За први тим дебитовао је сезоне 1948/49. Током првих неколико сезона време на терену у клубу делио је са Мирославом Брозовићем, Владимиром Фирмом, Ратком Чолићем и Бруном Белином, да би тек од сезоне 1953/54. био нешто чешће у стартној постави. На крају каријере у последњих неколико сезона, Лазаревић је чешће био на клупи и трибинама, јер су уместо њега предност имали Белин и Фахрудин Јусуфи. Од фудбала се опростио у сезони сезони 1958/59., а одиграо је једанаест узастопних сезона у Партизану, по чему је заједно са Владом Пејовићем одмах иза рекордера Стјепана Бобека који је одиграо тринаест узастопних сезона за Партизан.
Са Партизаном Лазаревић је освојио једну титулу првенства Југославије у сезони 1948/49. и три купа Југославије (1952, 1954 и 1957) Након што је завршио каријеру остао је у Партизану као тренер младих категорија у Омладинској школи ФК Партизан у периоду од 1961. до 1962. године. Ушао је у историју ФК Партизан као члан екипе која је одиграла први меч у историји Купа европских шамптиона, 1955. године против  Спортинга. Лазаревић је такође играо на 13. вечитом дербију, на којем је Партизан остварио највећу победу над Црвеном звездом, резултатом 7 : 1, 1953. године.
Погинуо је 20. октобра 1962. године у саобраћајној несрећи, на 25. километру аутопута Братство и јединство, заједно са фудбалером Бруном Белином, ватерполистом Борисом Шканатом и играчем ФК Раднички Београд, Владимиром Јосиповићем. У спомен на Белина и Лазаревића, као и осам година касније страдалог Бранка Надовезу, Партизан је своју омладинску школу назвао „Белин - Лазаревић - Надовеза”.

## Трофеји

### Партизан
- Првенство Југославије : 1948/49.
- Куп Југославије : 1952, 1954 и 1957.